# Ecsmiadzini székesegyház
Az Ecsmiadzini székesegyház (örményül: Էջմիածնի Մայր Տաճար) az örmény apostoli egyház anyatemploma, amely az örményországi Ecsmiadzin, avagy Vagarsapat városában található. Általában az ókori Örményországban épült első székesegyháznak tekintik, és gyakran a világ legrégebbi székesegyházának tartják.

## Története
Az eredeti templomot a IV. század elején – a hagyomány szerint 301 és 303 között – Örményország védőszentje, Világosító Szent Gergely építtette, miután III. Tiridatész örmény király a kereszténységet államvallássá tette. A templomot egy korábbi pogány templom fölé építették, jelképezve a pogányságról a kereszténységre való áttérést. A jelenlegi épület magját 483/4-ben Vahan Mamikoniján építtette, miután a székesegyház súlyosan megrongálódott egy perzsa invázió során. Alapításától az 5. század második feléig Ecsmiadzin volt a székhelye a katolikosznak, az örmény egyház legfőbb vezetőjének. 
Bár a székesegyház soha nem veszítette el jelentőségét, később évszázadokon át szinte elhanyagolták. 1441-ben helyreállították a székesegyházat, és a mai napig ezt a szerepkört tölti be. Azóta a Szent Ecsmiadzin-anyaszékesegyház az örmény egyház közigazgatási központja. Ecsmiadzint 1604-ben I. Abbász perzsa sah kifosztotta, amikor ereklyéket és köveket vittek ki a székesegyházból Iszfahán Új-Dzsulfa negyedébe, hogy aláássák az örmények földjükhöz való kötődését. Azóta a székesegyház számos felújításon esett át. A 17. század második felében karzatokat építettek hozzá, 1868-ban pedig a katedrális keleti végén egy sekrestyét (múzeum és ereklyetár) építettek. Ma az örmény építészet különböző korszakainak stílusjegyeit ötvözi. A korai szovjet időszakban csökkent a jelentősége, majd a 20.század második felében, illetve a független Örményország alatt éledt újjá.
Az örmény kereszténység központjaként Ecsmiadzin nemcsak vallási, hanem politikai és kulturális szempontból is kiemelkedő helyszín Örményországban. Fontos zarándokhely, az ország egyik leglátogatottabb helye. A közelben található több fontos kora középkori templommal együtt a székesegyházat 2000-ben az UNESCO a világörökség részévé nyilvánította.

## Elhelyezkedése
A székesegyház a Szent Ecsmiadzin „anyaszék” központjában, az örmény apostoli egyház közigazgatási székhelyén, a Vagharshapat vagy Ecsmiadzin néven ismert városban található. A székesegyházat körülvevő komplexumot, amely a katolikosz (pátriárka) rezidenciáját is magában foglalja, történelme nagy részében Ecsmiadzin kolostoraként (Էջմիածնի վանք) ismerték. A komplexum korábban 9,1 méter magas téglából vagy vályogból készült falakkal, és nyolc kör alakú toronnyal rendelkezett. Külső megjelenése miatt a 19. századi európai látogatók erődítményhez hasonlították. A fallal körülvett kolostor, egy hatalmas, négyszögletes fal vette körül, melyet négy kapun keresztül lehetett megközelíteni.
A székesegyház egy négyszögletes udvar közepén áll, amely H. F. B. Lynch 1890-es években végzett mérései szerint 106,53 m × 102,16 m méretű volt, így nagyobb volt, mint az addig rekorderként számon tartott angliai Cambridge-ben található Trinity Great Court, és azt állította, hogy akkoriban ez lehetett a világ legnagyobb négyszögudvara.

## Építészeti jellemzői

### Stílusa
Az Ecsmiadzin kereszt alaprajzú, négy szabadon álló pillérrel és négy kiugró apszissal rendelkezik, amelyek belül félkörívesek, kívül sokszögletűek. Tetőzete többnyire lapos, kivéve a feltűnő központi kupolát, amelynek jellegzetesen örmény stílusú gúla alakú teteje sokszögű kupoladobon áll, és az apszisok tetején lévő négy kis haranglábat.
Bár a székesegyházat az évszázadok során többször felújították, és a 17. és 19. században jelentős bővítésekre került sor, ám nagyrészt megtartotta a 483/4-ben épült épület formáját, különösen az alaprajzát. Az 5. századi épület a székesegyház magja, míg a kőkupola, a tornyok, a harangtorony és a hátsó bővítmény későbbi hozzáépítések. Varazdat Harutiuniján szerint a kupola eredetileg fából készült, és egy későbbi felújítás során kőből készültre cserélték. Az eredeti épület északi és keleti falainak egyes részei fennmaradtak. Alexander Szahiniján azzal érvelt, hogy Ecsmiadzin egyedülálló helyet foglal el az örmény (és nem örmény) építészettörténetben, mivel az örmény építészet különböző korszakainak jellemzőit egyszerre viseli magán, és szerinte ez teszi az épületet „hatalmas építészeti érdekességgé.” Christina Maranci azzal érvelt, hogy a sok átépítés miatt a stílusát „rendkívül nehéz elemezni”.
Nyugaton a stílusát hagyományosan bizánci stílusúnak vagy a bizánci építészethez kapcsolódónak nevezik. Ranuccio Bianchi Bandinelli ezzel nem értett egyet, azt állítva, hogy a 4. századi örmény templomok, köztük Ecsmiadzin, jelentősen eltérnek a konstantinápolyi, Iusztinianosz-kori bizánci építészettől. Azt állította, hogy ezek helyi alkotások, amelyek technikai elemeket kölcsönöznek keletről (Hatra, Szarvesztán), de „alapvetően hellenisztikusak a formai felépítésükben és arányviszonyaikban.” Hasonlóképpen Hewsen azt állította, hogy a templom magjának kialakítása egy zoroasztriánus tűztemplom és egy klasszikus antik mauzóleum keveréke.

### Méretei és megjelenése
A székesegyház mérete 33 x 30 méter, kupolája mintegy 34 méter magasra emelkedik, ami a mai európai mércével mérve kicsinek számít, ám korának egyik legnagyobb temploma, és napjainkban is Örményország egyik legnagyobb temploma. A templom magja szürke kőből épült, míg a 17. századi kiegészítések világos vörös színűek.
James Bryce kevés megkülönböztető jegyet talált a külsejében, H. F. B. Lynch pedig nem csodálta különösebben az építészetét. Robert Ker Porter szerint építészete „durva jellegű, még akkor is, ha összehasonlítjuk az Angliában látható normann templomok legdurvább stílusával.”
Egy National Geographic-író „szigorú és tekintélyt parancsoló alkotásként” jellemezte, míg két szovjet szerző szerint mindössze egy „masszív kocka, amelyet egy egyszerű hengeren álló fazettás kúp koronáz.”  Robert H. Hewsen megjegyezte, hogy „nem a legnagyobb és nem is a legszebb az örmény templomok közül, mindazonáltal az együttes által nyújtott összbenyomás inspiráló, és az örmények nagy tisztelettel viseltetnek az épület iránt.”
A IV. Gevorg katolikosz által 1868-ban hozzáépített hátsó bővítményt már a 19. századi látogatók is erősen kritizálták, mivel nem áll összhangban a templom többi részével.

## Fordítás
- Ez a szócikk részben vagy egészben  az   Etchmiadzin Cathedral című angol Wikipédia-szócikk ezen változatának fordításán alapul.  Az eredeti cikk szerkesztőit annak laptörténete sorolja fel. Ez a jelzés csupán a megfogalmazás eredetét és a szerzői jogokat jelzi, nem szolgál a cikkben szereplő információk forrásmegjelöléseként.